# Масачузетски залив
Масачузетски залив (на английски: Massachusetts Bay) е залив на Атлантическия океан, разположен край североизточния бряг на САЩ (щата Масачузетс). Явява се югозападно разклонение на големия залив Мейн. На север се затваря от полуостров Кейп Ан, а на югоизток и юг – от полуостров Кейп Код. Вдава се в континента на 55 km, ширината на входа му е 68 km (във вътрешността до 102 km), а максималната дълбочина – 93 m. Бреговете му са предимно ниски, с пясъчни плажове и множество по-малки вторични заливи. В северозападната му част се вливат реките Чарлз и Непонсет. Приливите са полуденонощни, с височина до 1,8 m. Бреговете му са гъсто населени. На северозападният му бряг е разположен големия град и пристанище Бостън.